# Psacothea rubra
Psacothea rubra är en skalbaggsart som beskrevs av J. Linsley Gressitt 1938. Psacothea rubra ingår i släktet Psacothea och familjen långhorningar. Inga underarter finns listade i Catalogue of Life.